# Große Bayerische Biographische Enzyklopädie
La Große Bayerische Biographische Enzyklopädie est un ouvrage de référence en allemand contenant des biographies de personnalités qui ont travaillé en Bavière. Publiée en quatre volumes en 2005 et éditée par Hans-Michael Körner en collaboration avec Bruno Jahn, l'encyclopédie est basée sur la Deutsche Biographische Enzyklopädie (DBE) précédemment éditée par Walther Killy et Rudolf Vierhaus.